# Seznam dílů seriálu Dobrý doktor
Toto je seznam dílů seriálu Dobrý doktor. Americký dramatický televizní seriál Dobrý doktor měl premiéru 25. září 2017 na stanici ABC.

## Přehled řad
| Řada | Díly | Premiéra v USA    | Premiéra v USA  |
| Řada | Díly | První díl         | Poslední díl    |
| ---- | ---- | ----------------- | --------------- |
| 1    | 18   | 25. září 2017     | 26. března 2018 |
| 2    | 18   | 24. září 2018     | 11. března 2019 |
| 3    | 20   | 23. září 2019     | 30. března 2020 |
| 4    | 20   | 2. listopadu 2020 | 7. června 2021  |
| 5    | 18   | 27. září 2021     | 16. května 2022 |
| 6    | 22   | 3. října 2022     | 8. května 2023  |
| 7    | 10   | 20. února 2024    | 21. května 2024 |

## Seznam dílů

### První řada (2017–2018)
| Č. v seriálu | Č. v řadě | Původní název       | Režie                | Scénář                           | Premiéra v USA     | Sledovanost v USA (v milionech diváků) |
| ------------ | --------- | ------------------- | -------------------- | -------------------------------- | ------------------ | -------------------------------------- |
| 1            | 1         | Burnt Food          | Seth Gordon          | David Shore                      | 25. září 2017      | 11,22                                  |
| 2            | 2         | Mount Rushmore      | Mike Listo           | David Shore                      | 2. října 2017      | 10,93                                  |
| 3            | 3         | Oliver              | John Dahl            | Bill Rotko                       | 9. října 2017      | 10,69                                  |
| 4            | 4         | Pipes               | Steven DePaul        | Thomas L. Moran                  | 16. října 2017     | 10,60                                  |
| 5            | 5         | Point Three Percent | Larry Teng           | David Hoselton                   | 23. října 2017     | 10,39                                  |
| 6            | 6         | Not Fake            | Michael Patrick Jann | Simran Baidwan                   | 30. října 2017     | 10,60                                  |
| 7            | 7         | 22 Steps            | David Straiton       | Johanna Lee                      | 13. listopadu 2017 | 10,14                                  |
| 8            | 8         | Apple               | Nestor Carbonell     | David Renaud                     | 20. listopadu 2017 | 9,97                                   |
| 9            | 9         | Intangibles         | Bronwen Hughes       | Karen Struck                     | 27. listopadu 2017 | 9,25                                   |
| 10           | 10        | Sacrifice           | Michael Patrick Jann | Lloyd Gilyard Jr.                | 4. prosince 2017   | 9,03                                   |
| 11           | 11        | Islands Part One    | Bill D'Elia          | Thomas L. Moran a William Rotko  | 8. ledna 2018      | 8,30                                   |
| 12           | 12        | Islands Part Two    | Cherie Nowlan        | Thomas L. Moran a William Rotko  | 15. ledna 2018     | 9,33                                   |
| 13           | 13        | Seven Reasons       | Mike Listo           | David Shore a David Hoselton     | 22. ledna 2018     | 9,61                                   |
| 14           | 14        | She                 | Seth Gordon          | Simran Baidwan                   | 5. února 2018      | 9,63                                   |
| 15           | 15        | Heartfelt           | Regina King          | Thomas L. Moran a Johanna Lee    | 26. února 2018     | 7,82                                   |
| 16           | 16        | Pain                | Allison Liddi-Brown  | William L. Rotko a David Renaud  | 12. března 2018    | 9,88                                   |
| 17           | 17        | Smile               | Bill D'Elia          | David Hoselton a Karen Struck    | 19. března 2018    | 9,03                                   |
| 18           | 18        | More                | Mike Listo           | David Shore a Lloyd Gilyard, Jr. | 26. března 2018    | 9,52                                   |

### Druhá řada (2018–2019)
| Č. v seriálu | Č. v řadě | Původní název            | Režie                | Scénář                                     | Premiéra v USA     | Sledovanost v USA (v milionech diváků) |
| ------------ | --------- | ------------------------ | -------------------- | ------------------------------------------ | ------------------ | -------------------------------------- |
| 19           | 1         | Hello                    | Mike Listo           | Freddie Highmore                           | 24. září 2018      | 7,35                                   |
| 20           | 2         | Middle Ground            | Steve Robin          | David Shore                                | 2. října 2018      | 7,20                                   |
| 21           | 3         | 36 Hours                 | Larry Teng           | Thomas L. Moran                            | 9. října 2018      | 7,18                                   |
| 22           | 4         | Tough Titmouse           | Steven DePaul        | David Hoselton                             | 15. října 2018     | 6,68                                   |
| 23           | 5         | Carrots                  | Sharat Raju          | Liz Friedelman                             | 29. října 2018     | 6,79                                   |
| 24           | 6         | Two-Ply (or Not Two-Ply) | Tara Nicole Weyr     | Simran Baidwan                             | 5. listopadu 2018  | 6,57                                   |
| 25           | 7         | Hubert                   | Marisol Adler        | David Renaud                               | 12. listopadu 2018 | 6,53                                   |
| 26           | 8         | Stories                  | Michael Patrick Jann | Sal Calleros                               | 19. listopadu 2018 | 6,84                                   |
| 27           | 9         | Empathy                  | Joanna Kerns         | Karen Struck                               | 19. listopadu 2018 | 6,67                                   |
| 28           | 10        | Quarantine               | Mike Listo           | Liz Friedman a Lloyd Gilyard Jr.           | 3. prosince 2018   | 6,12                                   |
| 29           | 11        | Quarantine Part Two      | Mike Listo           | Simran Baidwan a Mark Rozeman              | 14. ledna 2019     | 6,26                                   |
| 30           | 12        | Aftermath                | Dawn Wilkinson       | Thomas L. Moran                            | 21. ledna 2019     | 6,27                                   |
| 31           | 13        | Xin                      | David Straiton       | Brian Shin                                 | 28. ledna 2019     | 6,58                                   |
| 32           | 14        | Faces                    | Allison Liddi-Brown  | David Hoselton                             | 4. února 2019      | 5,96                                   |
| 33           | 15        | Risk and Reward          | Freddie Highmore     | Liz Freidman a David Renaud                | 18. února 2019     | 6,23                                   |
| 34           | 16        | Believe                  | Alrick Riley         | Sal Calleros a Karen Struck                | 25. února 2019     | 6,36                                   |
| 35           | 17        | Breakdown                | Mike Listo           | Thomas L. Moran a Lloyd Gilyard, Jr.       | 4. března 2019     | 6,73                                   |
| 36           | 18        | Trampoline               | David Shore          | David Shore, David Hoselton a Mark Rozeman | 11. března 2019    | 7,78                                   |

### Třetí řada (2019–2020)
| Č. v seriálu | Č. v řadě | Původní název           | Režie               | Scénář                                                                           | Premiéra v USA     | Sledovanost v USA (v milionech diváků) |
| ------------ | --------- | ----------------------- | ------------------- | -------------------------------------------------------------------------------- | ------------------ | -------------------------------------- |
| 37           | 1         | Dusaster                | Mike Listo          | David Shore                                                                      | 23. září 2019      | 6,26                                   |
| 38           | 2         | Debts                   | Mike Listo          | Peter Noah                                                                       | 30. září 2019      | 6,07                                   |
| 39           | 3         | Claire                  | Allison Liddi-Brown | Liz Friedman a Tracy Taylor                                                      | 7. října 2019      | 5,59                                   |
| 40           | 4         | Take My Hand            | Tara Nicole Weyr    | Doris Egan                                                                       | 14. října 2019     | 5,76                                   |
| 41           | 5         | First Case, Second Base | Rebecca Moline      | David Hoselton                                                                   | 21. října 2019     | 5,54                                   |
| 42           | 6         | 45-Degree Angle         | Steve Robin         | Sal Calleros                                                                     | 4. listopadu 2019  | 5,13                                   |
| 43           | 7         | SFAD                    | Alrick Riley        | Jessica Grasl                                                                    | 11. listopadu 2019 | 5,93                                   |
| 44           | 8         | Moonshot                | X. Dean Lim         | David Renaud                                                                     | 18. listopadu 2019 | 5,49                                   |
| 45           | 9         | Incomplete              | Marisol Adler       | Brian Shin                                                                       | 25. listopadu 2019 | 5,86                                   |
| 46           | 10        | Friends and Family      | Mike Listo          | Thomas L. Moran                                                                  | 2. prosince 2019   | 6,11                                   |
| 47           | 11        | Fractured               | Gary Hawes          | Mark Rozeman                                                                     | 13. ledna 2020     | 5,09                                   |
| 48           | 12        | Mutations               | Nestor Carbonell    | Liz Friedman a Tracy Taylor                                                      | 20. ledna 2020     | 5,44                                   |
| 49           | 13        | Sex and Death           | Steven DePaul       | Doris Egan                                                                       | 27. ledna 2020     | 5,69                                   |
| 50           | 14        | Influence               | Barbara Brown       | námět: Peter Noah scénář: Peter Noah a David Shore                               | 10. února 2020     | 5,59                                   |
| 51           | 15        | Unsaid                  | Mike Listo          | námět: Sal Calleros scénář: Sal Calleros a Thomas L. Moran                       | 17. února 2020     | 5,23                                   |
| 52           | 16        | Autopsy                 | Freddie Highmore    | David Hoselton                                                                   | 24. února 2020     | 5,63                                   |
| 53           | 17        | Fixation                | Lisa Demaine        | Jessica Grasl a Debbie Ezer                                                      | 2. března 2020     | 5,66                                   |
| 54           | 18        | Heartbreak              | Steven DePaul       | námět: David Renaud scénář: Thomas L. Moran a David Renaud                       | 9. března 2020     | 5,75                                   |
| 55           | 19        | Hurt                    | Mike Listo          | Liz Friedman a Adam Scott Weissman                                               | 23. března 2020    | 6,81                                   |
| 56           | 20        | I Love You              | David Shore         | námět: David Hoselton a Adam Scott Weissman scénář: David Hoselton a David Shore | 30. března 2020    | 7,71                                   |

### Čtvrtá řada (2020–2021)
| Č. v seriálu | Č. v řadě | Původní název                     | Režie               | Scénář                                                     | Premiéra v USA     | Sledovanost v USA (v milionech diváků) |
| ------------ | --------- | --------------------------------- | ------------------- | ---------------------------------------------------------- | ------------------ | -------------------------------------- |
| 57           | 1         | Frontline Part 1                  | Mike Listo          | Liz Friedman a David Shore                                 | 2. listopadu 2020  | 4,87                                   |
| 58           | 2         | Frontline Part 2                  | Mike Listo          | David Shore a Liz Friedman                                 | 9. listopadu 2020  | 4,76                                   |
| 59           | 3         | Newbies                           | David Straiton      | Thomas L. Moran a David Renaud                             | 16. listopadu 2020 | 4,30                                   |
| 60           | 4         | Not the Same                      | Sarah Wayne Callies | David Hoselton a Adam Scott Weissman                       | 23. listopadu 2020 | 4,29                                   |
| 61           | 5         | Fault                             | Vanessa Parise      | Peter Blake a Mark Rozeman                                 | 30. listopadu 2020 | 4,02                                   |
| 62           | 6         | Lim                               | Mike Listo          | Jessica Grasl a Tracy Taylor                               | 11. ledna 2021     | 4,06                                   |
| 63           | 7         | The Uncertainty Principale        | Gary Hawes          | Doris Egan                                                 | 18. ledna 2021     | 3,97                                   |
| 64           | 8         | Parenting                         | Rachel Leiterman    | Patti Carr                                                 | 25. ledna 2021     | 4,30                                   |
| 65           | 9         | Irresponsible Salad Bar Practices | Felipe Rodriguez    | Sam Chanse a Liz Friedman                                  | 15. února 2021     | 4,40                                   |
| 66           | 10        | Decrypt                           | Freddie Highmore    | Thomas L. Moran a Adam Scott Weissman                      | 22. února 2021     | 3,91                                   |
| 67           | 11        | We're All Crazy Sometimes         | Mike Listo          | David Hoselton a David Renaud                              | 8. března 2021     | 4,24                                   |
| 68           | 12        | Teeny Blue Eyes                   | Rebecca Moline      | Peter Blake a Mark Rozeman                                 | 22. března 2021    | 4,26                                   |
| 69           | 13        | Spilled Milk                      | Sarah Wayne Callies | Jessica Grasl a Tracy Taylor                               | 29. března 2021    | 4,39                                   |
| 70           | 14        | Gender Reveal                     | Tim Southam         | Debbie Ezer                                                | 19. dubna 2021     | 4,15                                   |
| 71           | 15        | Waiting                           | Gary Hawes          | námět: Oren Gottfried scénář: David Hoselton a David Shore | 26. dubna 2021     | 3,78                                   |
| 72           | 16        | Dr. Ted                           | Anne Renton         | Patti Carr a Sam Chanse                                    | 10. května 2021    | 3,91                                   |
| 73           | 17        | Letting Go                        | James Genn          | Doris Egan                                                 | 17. května 2021    | 3,80                                   |
| 74           | 18        | Forgive or Forget                 | Lee Friedlander     | Thomas L. Moran a David Renaud                             | 24. května 2021    | 4,03                                   |
| 75           | 19        | Venga                             | Mike Listo          | David Hoselton, David Shore a Oren Gottfried               | 31. května 2021    | 3,56                                   |
| 76           | 20        | Vamos                             | Mike Listo          | Peter Blake a David Shore                                  | 7. června 2021     | 3,99                                   |

### Pátá řada (2021–2022)
| Č. v seriálu | Č. v řadě | Původní název           | Režie               | Scénář                                                                                        | Premiéra v USA     | Sledovanost v USA (v milionech diváků) |
| ------------ | --------- | ----------------------- | ------------------- | --------------------------------------------------------------------------------------------- | ------------------ | -------------------------------------- |
| 77           | 1         | New Beginnings          | Mike Listo          | Liz Friedman a David Shore                                                                    | 27. září 2021      | 3,99                                   |
| 78           | 2         | Piece of Cake           | Tim Southam         | Tracy Taylor a David Hoselton                                                                 | 4. října 2021      | 3,72                                   |
| 79           | 3         | Measure of Intelligence | Anne Renton         | Adam Scott Weissman a Thomas L. Moran                                                         | 11. října 2021     | 3,74                                   |
| 80           | 4         | Rationality             | David Straiton      | Peter Blake a Tristan Thai                                                                    | 25. října 2021     | 4,10                                   |
| 81           | 5         | Crazytown               | Rebecca Moline      | Sam Chanse a Jessica Grasl                                                                    | 1. listopadu 2021  | 3,64                                   |
| 82           | 6         | One Heart               | Sarah Wayne Callies | April Fitzsimmons a David Renaud                                                              | 15. listopadu 2021 | 3,70                                   |
| 83           | 7         | Expired                 | Mike Listo          | Jim Adler a Mark Rozeman                                                                      | 22. listopadu 2021 | 4,22                                   |
| 84           | 8         | Rebellion               | Gary Hawes          | Thomas L. Moran                                                                               | 28. února 2022     | 3,43                                   |
| 85           | 9         | Yippee Ki-Yay           | Dinh Thai           | David Hoselton a Adam Scott Weissman                                                          | 7. března 2022     | 3,48                                   |
| 86           | 10        | Cheat Day               | Mike Listo          | Tracy Taylor a Peter Blake                                                                    | 14. března 2022    | 3,66                                   |
| 87           | 11        | The Family              | Mina Shum           | David Renaud a Jessica Grasl                                                                  | 21. března 2022    | 3,84                                   |
| 88           | 12        | Dry Spell               | Bosede Williams     | April Fitzsimmons a Sam Chanse                                                                | 28. března 2022    | 3,86                                   |
| 89           | 13        | Growing Pains           | Cayman Grant        | Jim Adler                                                                                     | 4. dubna 2022      | 3,66                                   |
| 90           | 14        | Potluck                 | Rebecca Moline      | Mark Rozeman                                                                                  | 11. dubna 2022     | 3,99                                   |
| 91           | 15        | My Way                  | Aaron Rottinghaus   | Adam Scott Weissman a Tristan Thai                                                            | 18. dubna 2022     | 3,77                                   |
| 92           | 16        | The Shaun Show          | David Straiton      | Tracy Taylor                                                                                  | 2. května 2022     | 3,68                                   |
| 93           | 17        | The Lea Show            | Steven DePaul       | David Hoselton a David Renaud                                                                 | 9. května 2022     | 3,08                                   |
| 94           | 18        | Sons                    | David Shore         | námět: Jessica Grasl a Nathalie Touboul scénář: David Shore, Jessica Grasl a Nathalie Touboul | 16. května 2022    | 3,45                                   |

### Šestá řada (2022–2023)
| Č. v seriálu | Č. v řadě | Původní název                   | Režie                  | Scénář                               | Premiéra v USA     | Sledovanost v USA (v milionech diváků) |
| ------------ | --------- | ------------------------------- | ---------------------- | ------------------------------------ | ------------------ | -------------------------------------- |
| 95           | 1         | Afterparty                      | Mike Listo             | Peter Blake                          | 3. října 2022      | 3,54                                   |
| 96           | 2         | Change of Perspective           | Anne Renton            | Thomas L. Moran a April Fitzsimmons  | 10. října 2022     | 3,18                                   |
| 97           | 3         | A Big Sign                      | Rebecca Moline         | Liz Friedman a Jessica Grasl         | 17. října 2022     | 3,00                                   |
| 98           | 4         | Shrapnel                        | Allison Liddi Brown    | Thomas L. Moran a Tristan Thai       | 24. října 2022     | 3,20                                   |
| 99           | 5         | Growth Opportunities            | Daniel Dae Kim         | Peter Blake                          | 31. října 2022     | 3,36                                   |
| 100          | 6         | Hot and Bothered                | David Shore            | David Hoselton a David Renaud        | 21. listopadu 2022 | 3,09                                   |
| 101          | 7         | Boys Don't Cry                  | Mike Listo             | Garrett Lerner a Adam Scott Weissman | 28. listopadu 2022 | 3,32                                   |
| 102          | 8         | Sorry, Not Sorry                | Bosede Williams        | Tracy Taylor & Sam Chanse            | 5. prosince 2022   | 3,22                                   |
| 103          | 9         | Broken or Not                   | Mike Listo             | Jim Adler a Jeff Qiu                 | 12. prosince 2022  | 3,56                                   |
| 104          | 10        | Quiet And Loud                  | James Genn             | Jessica Grasl a Nathalie Toubou      | 23. ledna 2023     | 3,29                                   |
| 105          | 11        | The Good Boy                    | Rebecca Moline         | Thomas L. Moran a David Renaud       | 30. ledna 2023     | 3,43                                   |
| 106          | 12        | 365 Degrees                     | Rebecca Moline         | Thomas L. Moran a David Renaud       | 6. února 2023      | 3,14                                   |
| 107          | 13        | 39 Differences                  | Cayman Grant           | David Hoselton a Tristan Thai        | 13. února 2023     | 3,09                                   |
| 108          | 14        | Hard Heart                      | James Genn             | Garrett Lerner                       | 27. února 2023     | 3,12                                   |
| 109          | 15        | Old Friends                     | Mike Listo             | Adam Scott Weissman                  | 6. března 2023     | 3,33                                   |
| 110          | 16        | The Good Lawyer                 | Ruben Fleischer        | David Shore a Liz Friedman           | 13. března 2023    | 3,41                                   |
| 111          | 17        | Second Chances and Past Regrets | Mina Shum              | Tracy Taylor a Jeff Qiu              | 20. března 2023    | 3,48                                   |
| 112          | 18        | A Blip                          | Phillip Rhys Chaudhary | Sam Chanse                           | 3. dubna 2023      | 3,35                                   |
| 113          | 19        | Half Measures                   | Freddie Highmore       | David Renaud                         | 10. dubna 2023     | 3,40                                   |
| 114          | 20        | Blessed                         | Gary Hawes             | Thomas L. Moran a Jim Adler          | 17. dubna 2023     | 3,48                                   |
| 115          | 21        | A Beautiful Day                 | Steven DePaul          | David Hoselton a Peter Blake         | 24. dubna 2023     | 3,69                                   |
| 116          | 22        | Love's Labor                    | Mike Listo             | Jessica Grasl & Garrett Lerner       | 1. května 2023     | 3,87                                   |

### Sedmá řada (2024)
| Č. v seriálu | Č. v řadě | Původní název       | Režie               | Scénář                                                                                        | Premiéra v USA  | Sledovanost v USA (v milionech diváků) |
| ------------ | --------- | ------------------- | ------------------- | --------------------------------------------------------------------------------------------- | --------------- | -------------------------------------- |
| 117          | 1         | Baby, Baby, Baby    | Rebecca Moline      | Liz Friedman & Jessica Grasl                                                                  | 20. února 2024  | 2,86                                   |
| 118          | 2         | Skin in the Game    | Freddie Highmore    | Garrett Lerner a Nathalie Touboul                                                             | 27. února 2024  | bude oznámeno                          |
| 119          | 3         | Critical Support    | James Genn          | Thomas L. Moran                                                                               | 19. března 2024 | bude oznámeno                          |
| 120          | 4         | Date Night          | Allison Liddi Brown | David Hoselton a Tracy Taylor                                                                 | 26. března 2024 | bude oznámeno                          |
| 121          | 5         | Who At Peace        | Dinh Thai           | Peter Blake a Adam Scott Weissman                                                             | 2. dubna 2024   | bude oznámeno                          |
| 122          | 6         | M.C.E.              | Mike Listo          | David Renaud a Tristan Thai                                                                   | 9. dubna 2024   | bude oznámeno                          |
| 123          | 7         | Faith               | Steven DePaul       | námět: Melania Wright a Garrett Lerner scénář: Melania Wright, Jessica Grasl a Garrett Lerner | 30. dubna 2024  | bude oznámeno                          |
| 124          | 8         | The Overview Effect | Tracy Taylor        | námět: Yaou Dou a David Hoselton scénář: Yaou Dou, David Hoselton a Peter Blake               | 7. května 2024  | bude oznámeno                          |
| 125          | 9         | Unconditional       | Mike Listo          | Thomas L. Moran a Adam Scott Weissman                                                         | 14. května 2024 | bude oznámeno                          |
| 126          | 10        | Goodbye             | David Shore         | Liz Friedman, Jessica Grasl a David Shore                                                     | 21. května 2024 | 2,47                                   |